# Germano Basile
Germano Basile (Napoli, 5 dicembre 1955 – Cassino, 19 luglio 2018) è stato un doppiatore, direttore del doppiaggio e attore teatrale italiano.

## Biografia
Attore in numerosi spettacoli teatrali. Dal 1989 ha scritto e diretto varietà e commedie musicali. Nel 1996 ha fondato il Teatro Studiouno (Stabile del Comico) di Roma che ha diretto fino al 2008. 
Nel 1997 ha ideato la manifestazione COM-X, che viene ripetuta ogni anno con la presenza di artisti provenienti da tutta Italia e vede una giuria popolare e di esperti premiare con l'Oscar del Comico il miglior attore ed il migliore autore.
Dal 1990 insegnante di recitazione, dizione, regia teatrale, tecniche del doppiaggio.
Dal 1996 fino al 2009 con sede nel teatro StudioUno di Roma è direttore di RomAcademy, scuola di spettacolo permanente.
All'attività di doppiatore ha affiancato nel corso della sua carriera quella di direttore del doppiaggio, occupandosi del doppiaggio di numerose serie televisive, cartoni animati e film, tra cui sei stagioni di Frasier, la serie animata Ben 10 e il film Diavolo in corpo.

## Teatrografia parziale
- Storie di vicoli di Roma, regia di Edmo Fenoglio
- La vita è un palcoscenico, regia di Carlo Di Stefano
- Felicita Colombo, regia di Augusto Zucchi
- Blood Brothers, regia di Vito Molinari
- Anfitrione, regia di Sergio Ammirata
- I Menecmi, regia di Sergio Ammirata

## Programmi TV
- Fantastico 5
- Discoring
- 10 Hertz
- Delitto di stato
- Il ribaltone
- Al Paradise
- Gran Canale
- Punto 7
- Drive In

## Doppiaggio

### Cinema
- Chow Yun-fat in A Better Tomorrow III, Once a Thief
- Eric Stoltz in Hi-Life
- Diego Serrano in The 24 Hours Woman
- Russell Wond in Takedown
- Kiefer Sutherland in Ring of Fire
- Christoph Waltz in She
- Elton John in The Country Bears - I favolorsi
- Cedric Chevalme in Broceliande
- Jorge Bosch in Semana Santa
- Julio Vélez in Carmen
- Dougray Scott in Cose da fare prima dei 30
- Brad Henke in The Zodiac
- Michael Gambon in Stories of Lost Souls
- David Rasche in United 93
- Dennis Boutsikaris in W.

### Animazione
- Ebifrien in Dragon Ball Z - Il più forte del mondo
- Bumblebee in Transformers - The Movie (edizione 2007)
- Kumu in Lilo & Stitch e Lilo & Stitch 2 - Che disastro Stitch!
- Sting in Bee Movie

### Televisione
- David Rasche in Corsie in allegria
- Treat Williams in La figlia di Joe
- Rudolf Kowalski in L'uomo del rasoio
- Joe Pantoliano in Top of the World
- Paul Johansson in Pianeta Terra - Cronaca di un'invasione
- Woody Harrelson in Frasier
- Wayne Pygram in Farscape
- Peter O'Farrell in Dark Knight
- David McIlwrgith in Vampire High
- Steven Grives in Beastmaster
- Richard Thomas in Just Cause
- John Hannah in La parola all'accusa
- Philip Glenister in Un'isola in guerra
- Geoff Stults in Confessioni di una giovane sposa
- Robert Bagnell in The Comeback
- Gregor Seberg in Squadra Speciale Vienna

### Cartoni animati
- Bumblebee in Transformers (G1)
- Hyoki in Shutendoji
- Fetch in Amico Fetch
- Phil in Le tenebrose avventure di Billy e Mandy
- George Hollyruler in La crescita di Creepie
- Kanzo Mogi in Death Note